# Suda SA01
Der Suda SA01 ist ein Elektroauto, das in China von der Henan Suda Electric Vehicle Technology Ltd. (kurz: Suda) produziert wird. Das Fahrzeug wurde im Jahr 2021 und 2022 in Deutschland in geringen Stückzahlen verkauft.

## Modelleigenschaften
Das Auto ist eine fünfsitzige Limousine. Die Reichweite nach WLTP liegt bei 210 km mit einem Akku von 40 kWh. Die Höchstgeschwindigkeit beträgt 134 km/h und ist elektronisch begrenzt. Die maximale Leistung liegt bei 80 kW (109 PS). Der Akku kann über ein Kabel mit erweitertem Typ-2-Stecker (Combined Charging System, CCS) mit einphasigem Wechselstrom mit 3,7 kW und mit Gleichstrom mit 20 kW geladen werden. Bei einer CCS-Ladung kann der Akku von 0 auf 80 Prozent in zwei Stunden geladen werden. Über Wechselstrom wird der Akku in etwa 12 Stunden komplett geladen.

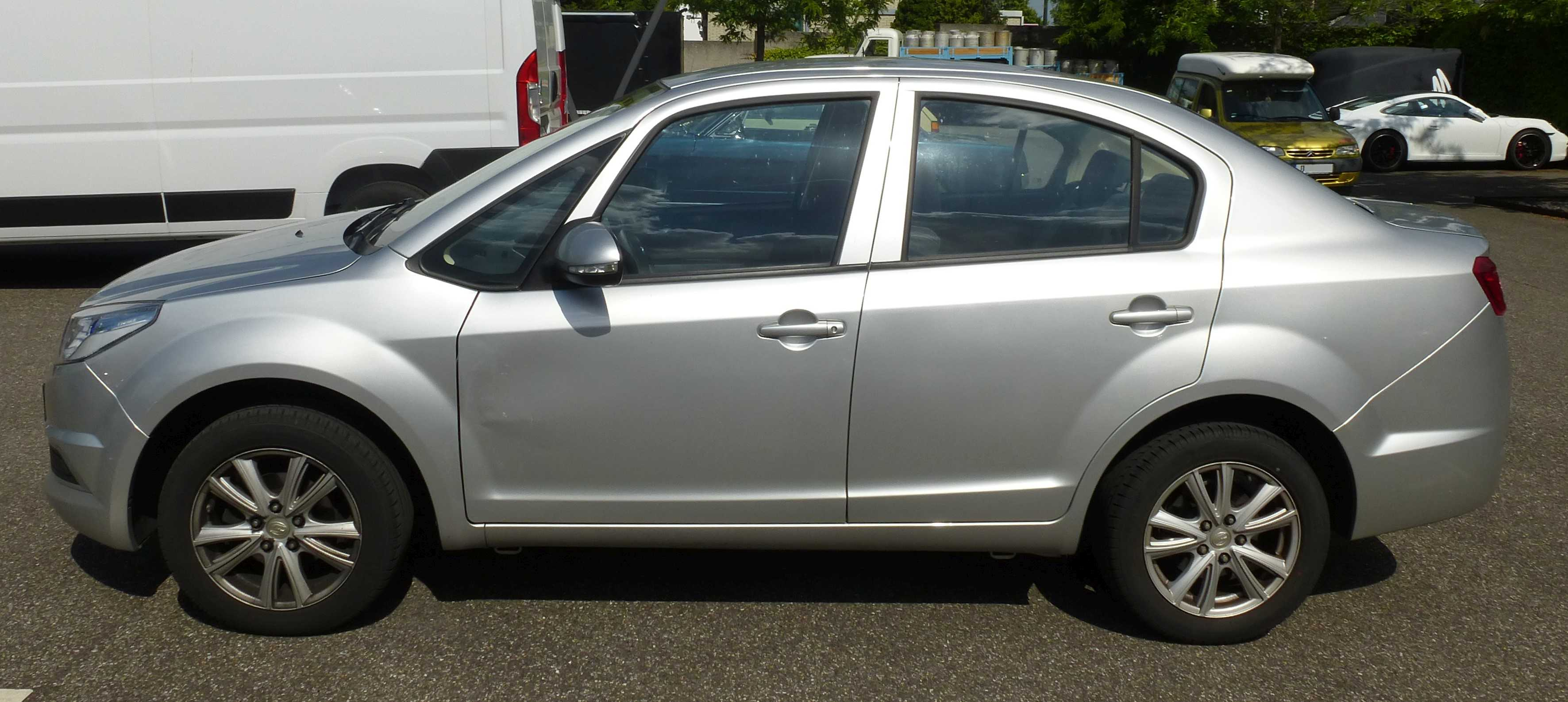
Seitenansicht
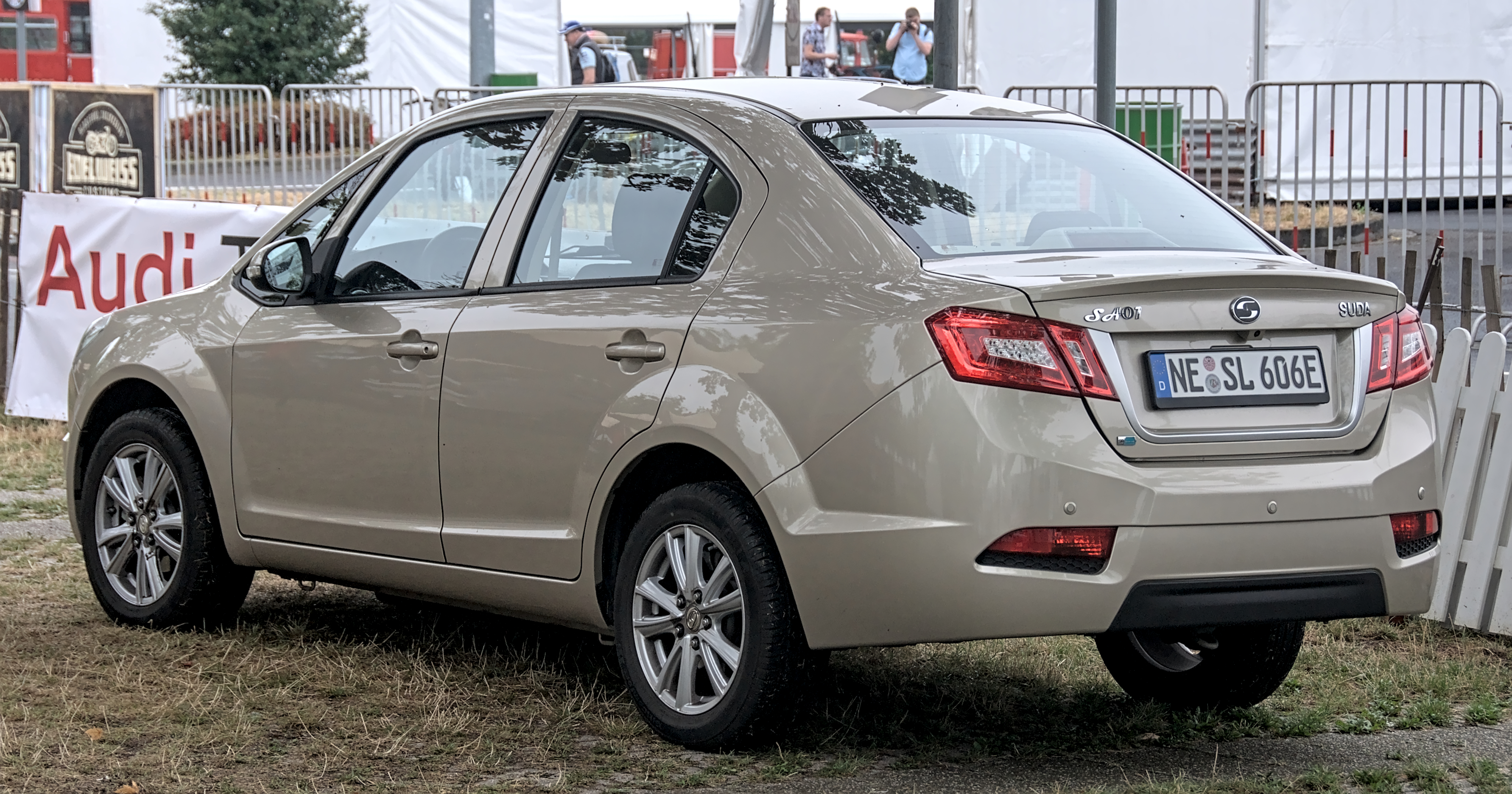
Heckansicht

## Sicherheit
In Deutschland wurden zunächst 200 Fahrzeuge ohne Fahrdynamikregelung (ESP) und Airbags mit einer Kleinserien-Typgenehmigung nach Artikel 22 (Richtlinie 2007/46/EG) ausgeliefert. In verschiedenen Tests wurde das Sicherheitsniveau der Suda-SA01-Limousine kritisiert. So unterzog der ADAC den Wagen einem Euro-NCAP-Crashtest. Er zeigte, dass die Fahrgastzelle einem seitlich versetzten Aufprall mit 64 km/h auf eine definiert verformbare Barriere nicht standhält. Die eingebauten Gurtstraffer waren nicht angeschlossen und damit funktionslos. Außerdem werden schwach verzögernde Bremsen und eine indirekte Lenkung kritisiert. Aus diesen Gründen wurde keine Kaufempfehlung ausgesprochen. Noch im Jahr 2021 sollte das Fahrzeug in Europa in Großserie ausgeliefert werden und dann unter anderem mit ESP und Airbags ausgestattet sein.

## Zulassungszahlen
Im Jahr 2021 wurden 99 Suda SA01 in Deutschland neu zugelassen. 2022 waren es 62 Fahrzeuge der Baureihe.
|  |

|  |

|  |

|  |

|  |

|  |

|  |

|  |

|  |

|  |

|  |

|  |

|  |

|  |

|  |

|  |

|  |

|  |

|  |

|  |

|  |

|  |

|  |

|  |

|  |

|  |

|  |

|  |

|  |

|  |

|  |

|  |

|  | Elektro (161) |

|  | Elektro (161) |